# Ribadeo
Ribadeo est une ville espagnole située dans la province de Lugo en Galice. Ribadeo signifie « Riba » (rive) del Eo (de la ria Eo). En effet, elle borde la rive galicienne de l’embouchure de l'Eo. Elle est la capitale de la comarque de Mariña Oriental (es).

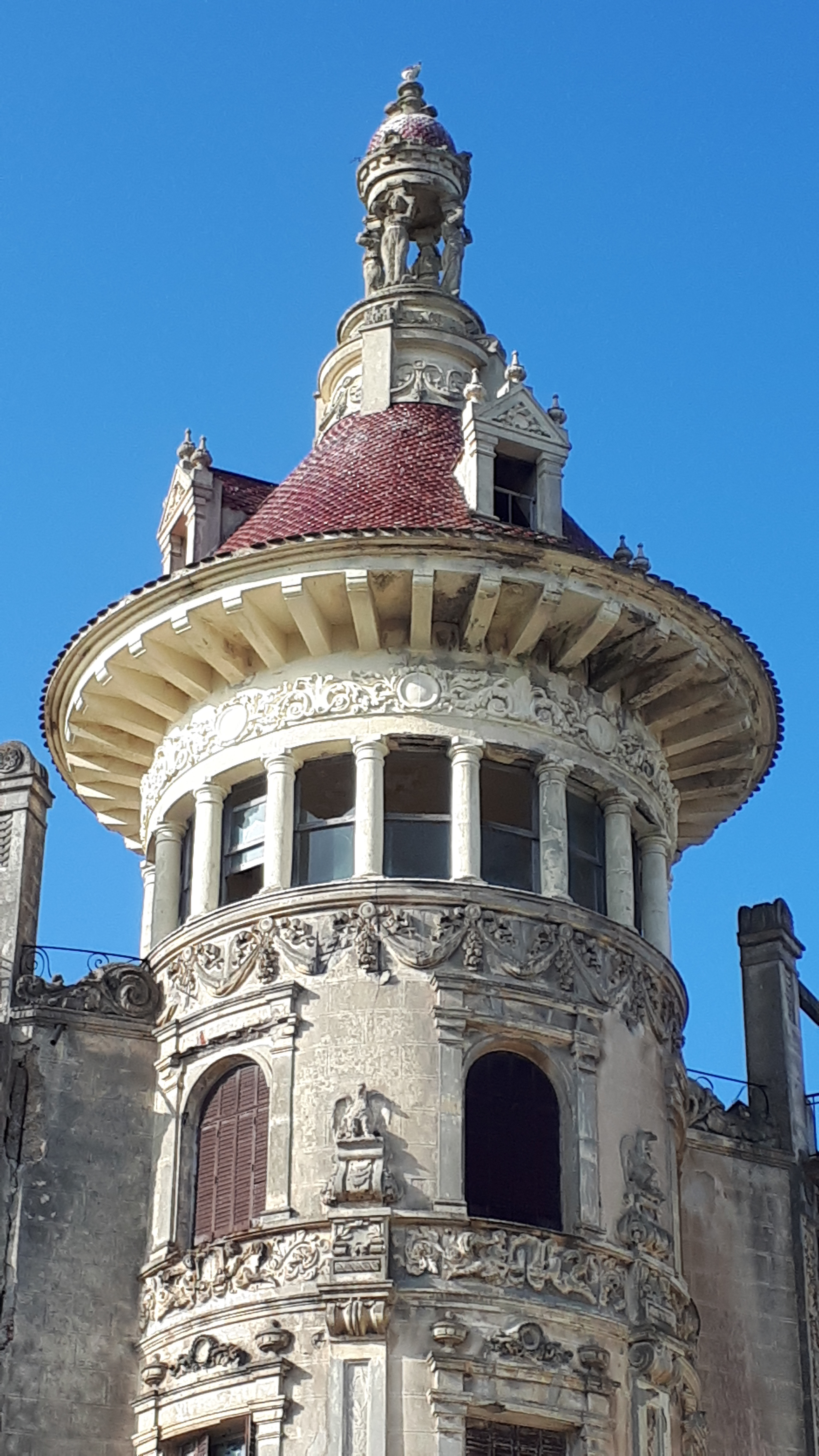
Torre de los Moreno (1915).
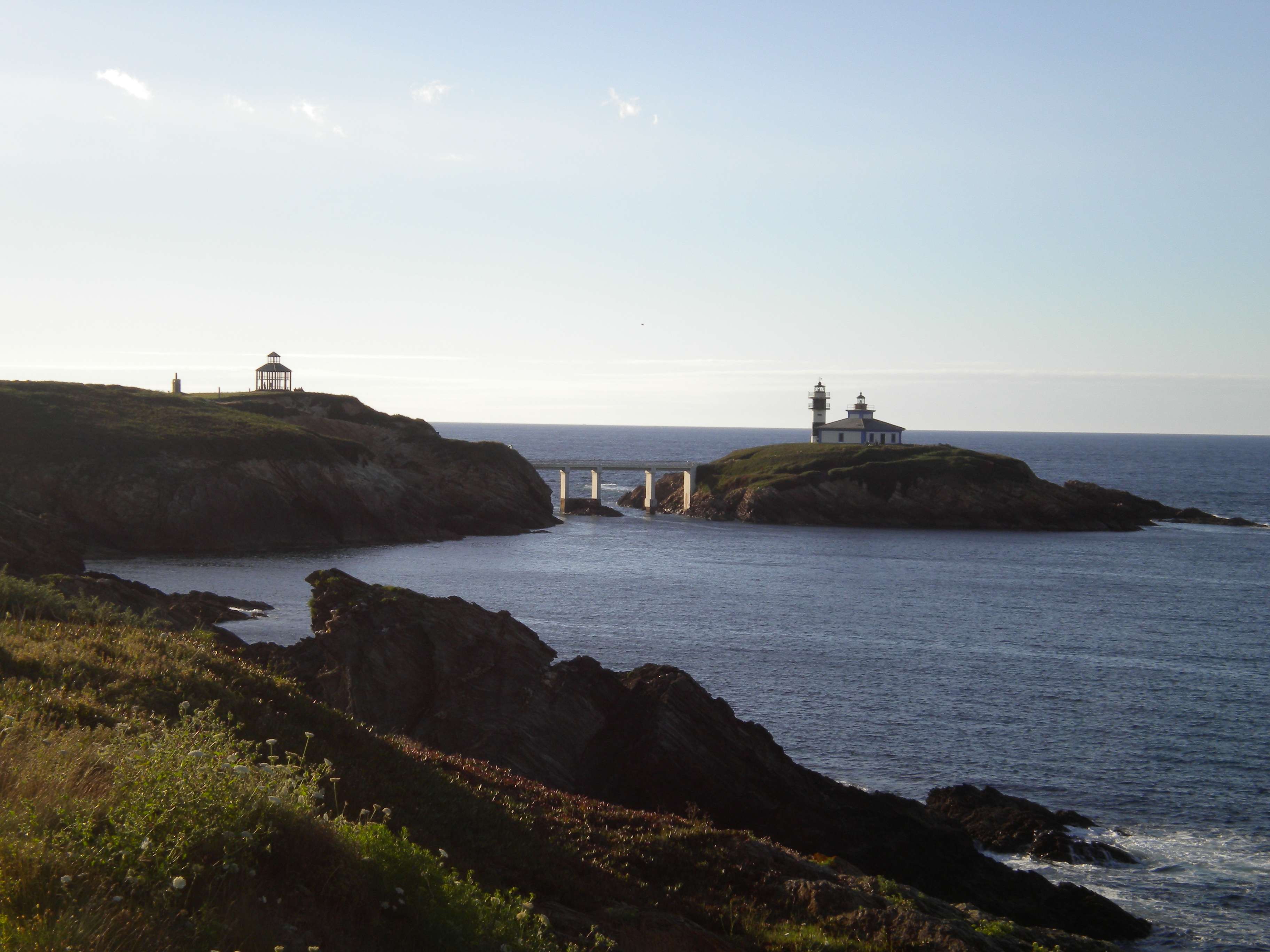
L'île Pancha et son phare, située sur le territoire de la municipalité de Ribadeo.

## Personnalités liées à la commune
- Antonio Barrera de Irimo (1929-2014), juriste et économiste espagnol, ministre des Finances (1973-1974), né à Ribadeo.
- Frank Darcel, musicien et romancier breton, mort à Ribadeo le 16 mars 2024[1].

## Jumelage
- Loctudy (France).